# ТЕС Кожикоде
11°12′30″ пн. ш. 75°48′25″ сх. д. / 11.20833° пн. ш. 75.80694° сх. д.
ТЕС Кожикоде – теплова електростанція у індійському штаті Керала.
В 1999 році на майданчику станції стали до ладу 8 генераторних установок на основі двигунів внутрішнього згоряння потужністю по 16 МВт. В 2014-му дві установки були виведені з експлуатації.
За проектом ТЕС мала використовувати мазут. Цей вид палива був достатньо витратним, до того ж в 2016-му завершився контракт на його постачання, тому станом на початок 2020-х ТЕС майже не функціонувала. В цей період виникли плани переводу станції на природний газ, що надходить до Керали через термінал для імпорту ЗПГ Кочі.
Видача продукції відбувається по ЛЕП, що працює під напругою 220 кВ.